# フセイン・アルヌース
フセイン・アルヌース（アラビア語: حسين عرنوس, Hussein Arnous, 1953年 - ）は、シリアの政治家。同国第68代首相。バッシャール・アル・アサド大統領が経済危機を回避できなかったとして、前首相イマド・ハミスを解任した際に後任の首相に任命された。

## 経歴・人物
1978年、アルヌースはアレッポ大学で土木工学の学位を取得。大学卒業後、イドリブ工務組合に入社。1992年から2002年まで、公共交通系の民間企業を設立。2004年、シリア公共交通輸送局の局長に就任。米国及びEUから入国禁止、資産凍結の対象にされた。
2013年から2018年まで公共事業・住宅大臣を務め、2018年から2020年まで水資源大臣を務めた。2020年8月30日、アルヌースはアサド大統領によって首相に任命された。3日後に就任宣誓。2021年5月の大統領選挙の後、彼は2021年8月に第2次アルヌース内閣を樹立した。